# منتخب كرواتيا لكرة الطائرة للرجال
منتخب كرواتيا الوطني لكرة الطائرة للرجال (بالكرواتية: Hrvatska odbojkaška reprezentacija)‏ هو ممثل كرواتيا الرسمي في المنافسات الدولية في كرة طائرة في فئة كرة الطائرة للرجال.